# Honoré Fabri
Honoré Fabri, italianizzato in Onorato Fabri, in latino Honoratus Fabrius (Virieu-le-Grand, 5 aprile 1607 – Roma, 8 marzo 1688), è stato un teologo, matematico, fisico e polemista gesuita francese.

## Biografia
Entrò nel noviziato della Compagnia di Gesù ad Avignone nel 1626. Nel 1628, entrò al Collège de la Trinité di Lione dove studiò filosofia.
Dal 1630 al 1632, insegnò grammatica al collegio dei Gesuiti di Roanne. Venne quindi inviato a Roma a studiare teologia presso il Collegio Romano. Tornato al collegio a Lione, continuò gli studi teologici fino al 1636. Venne ordinato sacerdote nel 1635.
Nel 1636 divenne professore di filosofia presso il collegio dei Gesuiti ad Arles, dove i suoi corsi attirarono molti studenti. Nel 1638 fu nominato prefetto del Collège royal di Aix-en-Provence, dove insegnò la circolazione sanguigna prima di avere conosciuto il lavoro di William Harvey. Secondo il Dictionnaire de Trévoux "Padre Fabri insegnò la circolazione del sangue prima che Harvey scrivesse qualcosa al riguardo".
Ad Arles divenne leader di un gruppo di scienziati e fedele amico di Pierre Gassendi, con il quale iniziò un'importante corrispondenza.
Dal 1640 al 1646, tenne la cattedra di Filosofia al Collège de la Trinité di Lione, dove insegnò anche Fisica, Astronomia e Matematica.
Fu amico e corrispondente di Marin Mersenne, Claude François Milliet Dechales, Gilles Personne de Roberval ed ebbe tra i suoi studenti scienziati del calibro di Philippe de La Hire e Giovanni Domenico Cassini.
Pubblicò un corso di fisica in sei volumi, che tratta dell'ottica, del magnetismo, del moto della terra, del flusso e riflusso delle maree, dell'astronomia, della botanica e della geometria.
Chiamato a Roma, divenne il teologo della Penitenzieria Apostolica in Vaticano, posizione che mantenne per trent'anni. A Roma entrò in rapporti di amicizia con Michelangelo Ricci, Lorenzo Magalotti, Giovanni Battista Baliani e Orazio Grassi.
Sommervogel cita trentun opere pubblicate cui Fabri contribuì, oltre a quattordici suoi manoscritti presso la biblioteca di Lione. La maggior parte delle sue opere si occupa di filosofia, matematica, fisica, astronomia e zoologia. Sostenne anche di aver scoperto la circolazione del sangue prima di William Harvey, ma Auguste Bellynck, dopo avere studiato approfonditamente la questione, concluse che si trattò di una scoperta indipendente.
Fabri fu considerato uno scienziato di primo piano dai suoi contemporanei. Fu eletto membro corrispondente dell'Accademia del Cimento nel 1657, l'anno in cui l'Accademia fu fondata.
«Leibniz lo mise al fianco di Galileo, Torricelli, Stenone e Borelli per i suoi studi sull'elasticità e sulla teoria delle vibrazioni, e del solo Galileo per il suo sforzo di "razionalizzare la cinematica sperimentale". ... Mersenne lo definì "un vero gigante nella scienza" ... "E veramente mi pare ammirabile la veemenza dell'ingegno di questo Padre" scrisse Giovanni Alfonso Borelli a Leopoldo de' Medici "e la molta sua erudizione con la franchezza e sicurezza con la quale tratta d'innumerabili cose tutte difficilissime e recondite".»

## Opere

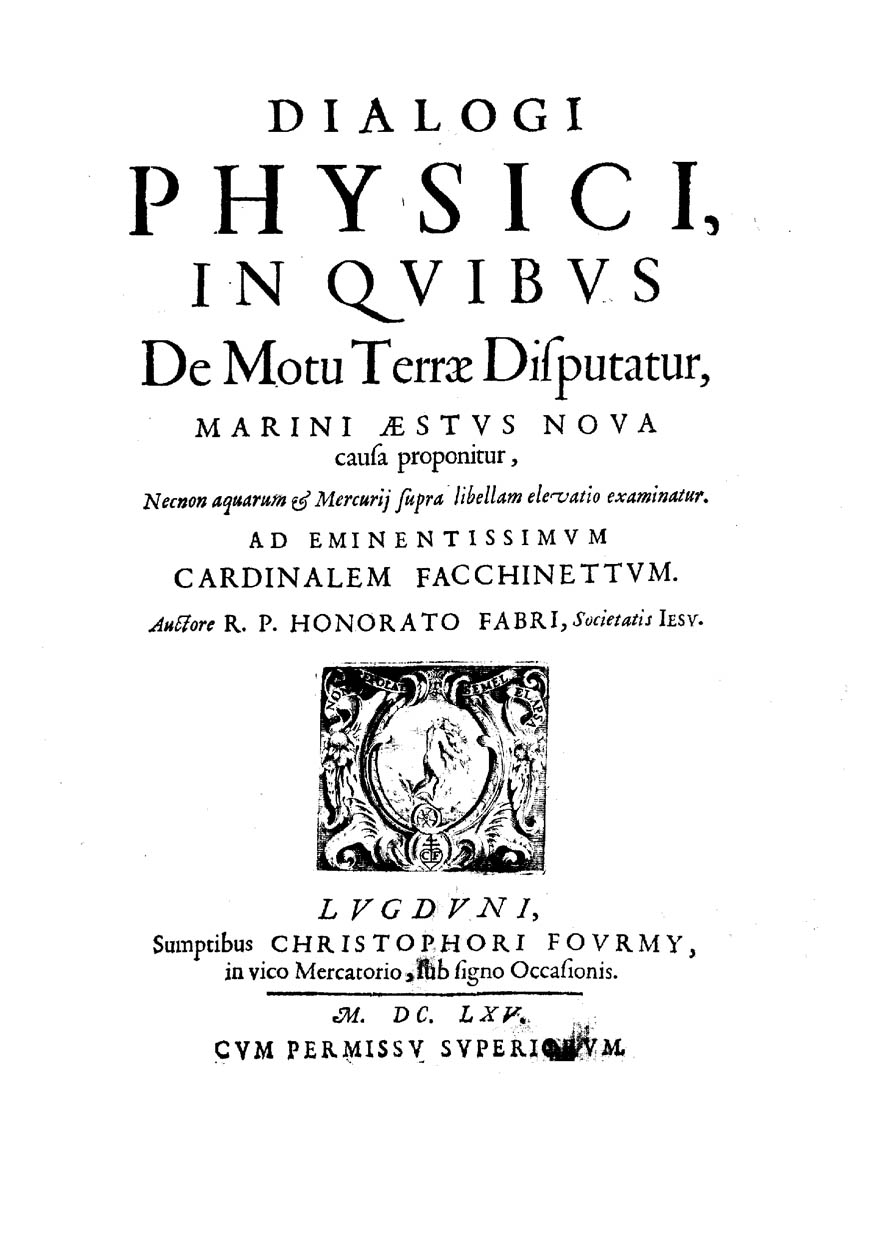
Dialogi physici, 1665

- (LA) Opusculum geometricum de linea sinuum et cycloide, 1659.
- (LA) Pithanophilus seu dialogus, vel opusculum de opinione probabili in quo proxima morum regula, scilicet conscientia, ad sua principia reducitur, 1659.
- (LA) Dialogi physici, Lyon, Christophe Fourmy, 1665.
- (LA) Synopsis optica, Lyon, Horace Boissat & George Remeus, 1667.
- (LA) Synopsis geometrica, Molin, Antoine, 1669.